# Орлині
Орлині (Aquilinae) — підродина хижих птахів родини яструбових, що визнається деякими, але не всіма, сучасними класифікаціями птахів. Якщо група не визнається як підродина, члени цієї групи відносять до підродини яструбових (Accipitrinae). Всі представники групи можуть називатися орлами, проте термін «орел» ширший, та включає деяких інших птахів.